# Хаустови
Ха́устови (рос. Хаустовы) — присілок у складі Котельницького району Кіровської області, Росія. Входить до складу Біртяєвського сільського поселення.
Населення становить 8 осіб (2010, 15 у 2002).
Національний склад станом на 2002 рік — комі 47 %, росіяни 46 %.